# 미국 퀘이커 봉사 위원회

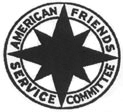

미국 퀘이커 봉사 위원회(American Friends Service Committee, 약칭 AFSC)는 1917년 미국의 퀘이커 신자들과 반전 운동 민간인 관련 인사들이 결성한 퀘이커 단체로, 사회 정의와 평화, 화합, 사형제 폐지와 인권 보호, 인도주의적 원조를 목적으로 한다.
퀘이커는 어떠한 폭력에도 반대하는 전통을 갖고 있기 때문에 이 기구의 원래 목적도 신념에 의한 병역 거부 실현을 위한 병역 대체였다. 1947년 영국 퀘이커 봉사 협회와 함께 노벨 평화상을 수상했다.